# Probirmamsell
Probirmamsell är en polka-française utan opusnummer av Johann Strauss den yngre (dock förmodligen komponerad av Josef Bayer). Ort och datum för första framförandet är okänt.

## Historia
Den 2 maj 1901 gav Operahuset i Berlin en dubbel sagoföreställning. Först spelades Engelbert Humperdincks sagoopera Hans och Greta, sedan följde världspremiären av Johann Strauss balett Aschenbrödel, som var ofullbordad vid tiden för hans död 1899. Samma dag som premiären stod det att läsa i tidningen Vossische Zeitung: "För första gången. Aschenbrödel. Balett i tre akter (efter en historia av A. Kollmann) av H. Regel. Musik av Johann Strauss. Koreografi av Emil Graeb. Musikarrangemang av J. Bayer. Dirigent: Kapellmästare Dr Karl Muck". Det skulle dröja nästan åtta år innan baletten sattes upp i Wien, då med Felix Weingartner som dirigent på Wiener Hofoper den 4 oktober 1908.
I Vossische Zeitung stod det även att "akt I var helt komponerad av maestron, liksom de större numren i de två sista akterna". Efter Strauss död bad hans änka Adèle balettchefen Josef Bayer att fullborda baletten utifrån de kvarlämnade skisserna och utdragen. 
Baletten är en samtida omarbetning av den klassiska sagan om Askungen där handlingen utspelas i varuhuset 'Die vier Jahreszeiten'. Sju separata orkesterverk sammanställdes utifrån musiken men det har visat sig omöjligt att avgöra om de gjordes av Strauss eller Bayer. Det enda som är säkert är att klaverutdragen till två av styckena (Liebesbotschaft-Galopp och Promenade-Abenteuer) utfördes av Rudolf Raimann (1861-1913).

## Om polkan
Speltiden är ca 3 minuter och 10 sekunder plus minus några sekunder beroende på dirigentens musikaliska tolkning.